# Мухаммед Салих (историк)
Мухаммед (Мухаммад) Салих (1455—1535) — староузбекский поэт, чиновник и историк государства Шейбанидов.

## Биография
Выходец из узбекского племени билкут, потомок одного из приближённых Тимура эмира Шах Малика, который помогал править Мирзо Улугбеку в 1409—1411 гг., а затем был назначен наместником в Хорезме. Сын влиятельного хивинского сановника Нурсаид-бека. Мухаммед Салих отмечает на страницах «Шейбани-намэ», что сам он из «чагатайского племени» (чаҕатаj ili).
Летом 1500 года после трёхдневной осады и взятия Бухары, Мухаммед Шейбани хан назначил правителем эмира Мухаммед Салиха, который отправился в город вместе с влиятельными бухарцами и успокоил население заверениями, что никакого вреда им и их имуществу не будет причинено. Шейбани-хан, позже выступил из Бухары с войском на Самарканд. В пути он получил сообщение, что бухарская знать решила сдать город эмиру Мухаммед-Баки, который уже направил свои войска к Бухаре. Шейбани-хан вынужден был изменить свои планы. Однако, находясь уже в окрестностях Бухары, эмир Мухаммед-Баки устрашился воинства Шейбани хана и отступил к Карши. Правителем города был поставлен брат Шейбани хана Махмуд-султан.После смерти Шейбани-хана историк работал при дворе шейбанидов

## Творчество
Писал на староузбекском языке.. С 1499 служил при дворе Мухаммеда Шейбани и его преемников, имел титул «царя поэтов» и высокие придворные должности.
Основное сочинение — героическая поэма Месневи «Шейбани-наме» (около 9000 строк) об исторических событиях, происходивших в 1499—1506 в Средней Азии, о победе Шейбанидов над Тимуридами.
Написанное на чагатайском языке произведение занимает особое место в развитии литературы. Оно положило начало развитию жанра придворной стихотворной хроники. Книга является важным памятником литературного чагатайского языка Мавераннахра. Она содержит ценные сведения по этнографии, устройстве войска, налогах и повинностях, много говорится о взаимоотношениях с моголами, в особенности с ташкентским правителем Султан Махмудом.
«Шейбани-намэ» написана в эпической традиции. Состоит из 76 частей (ок. 9 тыс. стихотворных строк), и закончена в 1510 году. Поэма сохранилась в единственной рукописи (хранится в Венской библиотеке). Копии поэмы сделаны в 1510—1511 гг. Поэма переведена на немецкий (1885), русский (1904) и другие языки. Книга издана П. М. Мелиоранским в Санкт-Петербурге в 1908 году. Текст издан в современной узбекской графике (1961, 1989).

## Исторические сведения «Шейбани-намэ»
В «Шейбани-намэ» приводится родо-племенной состав узбекского войска в следующем порядке: сихиут, кийат (славные своими качествами), кунграт (всеми уважаемые за свои качества), буркут (воинственные и мужественные), мангыт, найман (достойные благодеяния), дурман (беспредельно преданные Шейбани-хану), уйсун (помощники-пособники хана), кушчи (привязанные искренной дружбой и преданностью), джалаир, карлук, сулдуз, нукуз, тама, татар, адгу, адлу-оглы, ички, ойрат.